# Sząbruk
Sząbruk  (deutsch Schönbrück) ist ein  Dorf  in der Gmina Gietrzwałd  (Landgemeinde Dietrichswalde) im Powiat Olsztyński (Allensteiner Kreis) in der polnischen Woiwodschaft Ermland-Masuren.

## Geographische Lage
Das Kirchdorf liegt in der  historischen Region Ostpreußen, in Ermland, am Wulping-See (polnisch Jezioro Wulpińskie), etwa acht Kilometer östlich von Dietrichswalde (Gietrzwałd)  und zwölf Kilometer südwestlich von  Olsztyn (Allenstein).

## Geschichte

### Ortsgeschichte

Schönbrück in Ostpreußen, südwestlich von Allenstein, auf einer Landkarte von 1908

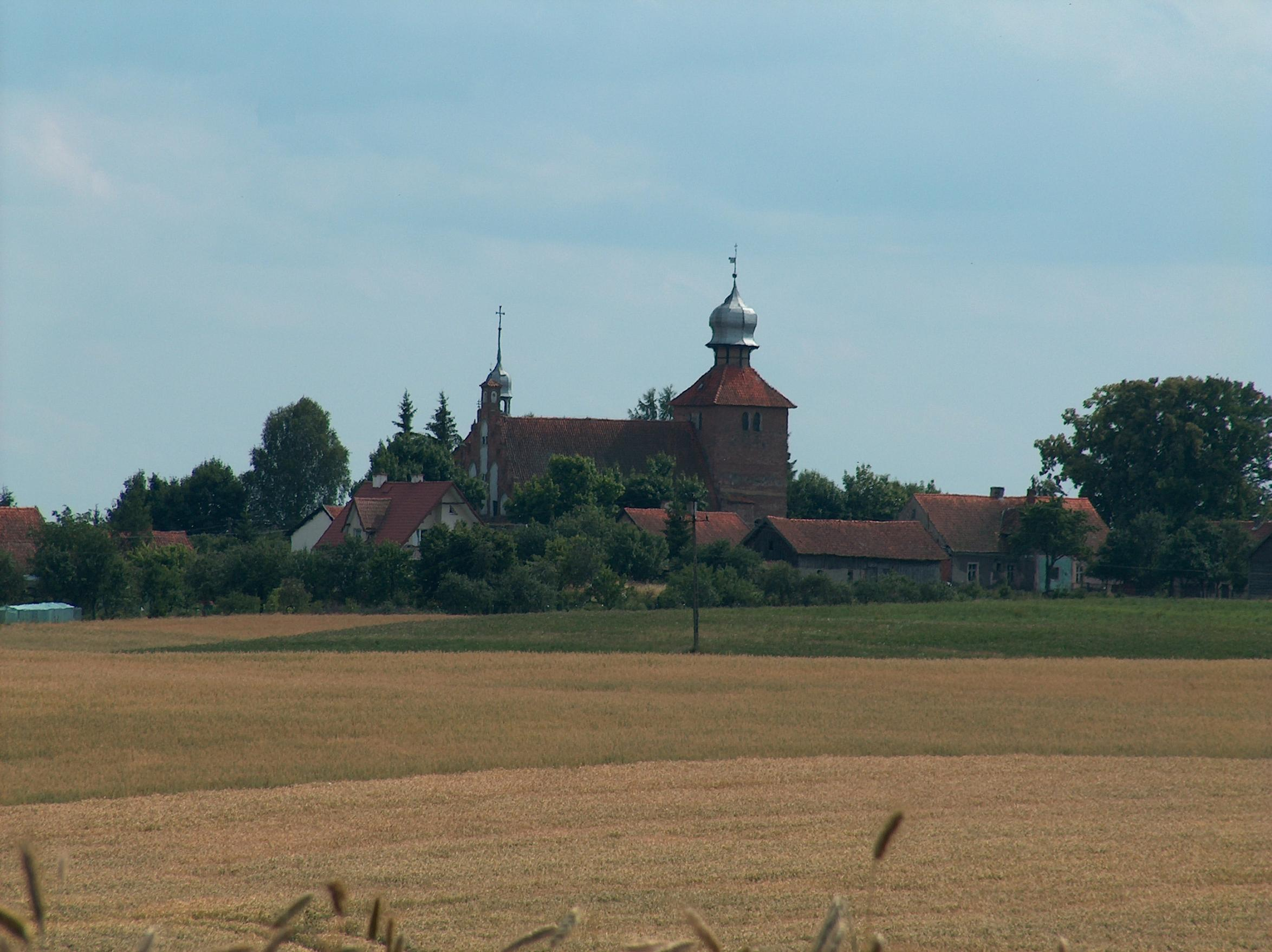
Dorfansicht

Das Dorf wurde 1353 im Herrschaftsbereich des Deutschen Ordens von einem Konrad gegründet, die Verleihung der Handfeste erfolgte zehn Jahre später. Nach dem Zweiten Frieden von Thorn im Jahr 1466 kam  Ermland bei der Zweiteilung des Deutschordensstaats Preußen  als  Fürstbistum Ermland zum autonomen Preußen Königlichen Anteils, das sich freiwillig der Oberhoheit der  Krone Polens unterstellt hatte. Die neu errichtete  Dorfkirche  wurde am  2. April 1500 von dem Weihbischof Johann Wilde eingeweiht.
Im Zuge der Vereinigung West- und Ostpreußens im Jahr 1772 kam Schönbrück mit Ermland zum Königreichs Preußen und später zur Provinz Ostpreußen. Im Jahr 1789 wird Schönbruck als ein königliches Bauerndorf mit einer Kirche und 42 Feuerstellen (Haushaltungen) bezeichnet.
Schönbrück  gehörte von 1818 bis 1945 zum Kreis Allenstein im Regierungsbezirk Königsberg (ab 1905: Regierungsbezirk Allenstein) der Provinz Ostpreußen des Deutschen Reichs. Von 1874 bis 1945 war der Ort Amtsdorf und damit namensgebend für einen Amtsbezirk.
Aufgrund der Bestimmungen des Versailler Vertrags stimmte die Bevölkerung im Abstimmungsgebiet Allenstein, zu dem Schönbrück gehörte, am 11. Juli 1920 über die weitere staatliche Zugehörigkeit zu Ostpreußen (und damit zu Deutschland) oder den Anschluss an Polen ab. In Schönbrück stimmten 360 Einwohner für den Verbleib bei Ostpreußen, auf Polen entfielen 80 Stimmen.
Im Zweiten Weltkrieg eroberte die Rote Armee Schönbrück im Januar 1945 und unterstellte es im März 1945 der Verwaltung der Woiwodschaft Olsztyn der Volksrepublik Polen. Sie unterzog die noch vorhandenen Einwohner einer „Verifizierung“. Weil nur noch Polen im Land leben sollten, bedeutet dies für die meisten die Vertreibung. Schönbrück erhielt die polnische Namensform „Sząbruk“ (ausgesprochen „Schombruk“) und ist heute eine Ortschaft innerhalb der Landgemeinde Gietrzwałd (Dietrichswalde) im Powiat Olsztyński (Kreis Allenstein), bis 1998 der Woiwodschaft Olsztyn, seither der Woiwodschaft Ermland-Masuren zugehörig. Im Jahre 2011 zählte Sząbruk 884 Einwohner.

### Amtsbezirk Schönbrück (1874–1945)
Der 1874 errichtete Amtsbezirk Schönbrück bestand – neben einigen Seebezirken – aus vier Kommunen, die bis 1945 eingegliedert wurden:
| Deutscher Name | Polnischer Name |
| -------------- | --------------- |
| Nattern        | Naterki         |
| Schönbrück     | Sząbruk         |
| Schönfelde     | Unieszewo       |
| Thomsdorf      | Tomaszkowo      |

### Demographie
| Jahr | Einwohner | Anmerkungen                              |
| ---- | --------- | ---------------------------------------- |
| 1816 | 227       | [ 8 ]                                    |
| 1858 | 481       | davon 17 Evangelische und 464 Katholiken |
| 1864 | 550       | am 3. Dezember                           |
| 1871 | 550       | [ 11 ]                                   |
| 1905 | 716       | [ 12 ]                                   |
| 1910 | 671       | am 1. Dezember                           |
| 1933 | 616       | [ 14 ]                                   |
| 1939 | 644       | [ 14 ]                                   |

Im Jahr 2011 hatte der Ort  884 Einwohner.

## Kirche

### Evangelisch
Bis 1945 war Schönbrück in die evangelische Kirche Allenstein in der Kirchenprovinz Ostpreußen der Kirche der Altpreußischen Union eingepfarrt. Dieser kirchliche Bezug besteht noch heute, wobei die Kirche nun offiziell Christus-Erlöser-Kirche Olsztyn heißt und zur Diözese Masuren der Evangelisch-Augsburgischen Kirche in Polen gehört.

### Römisch-katholisch

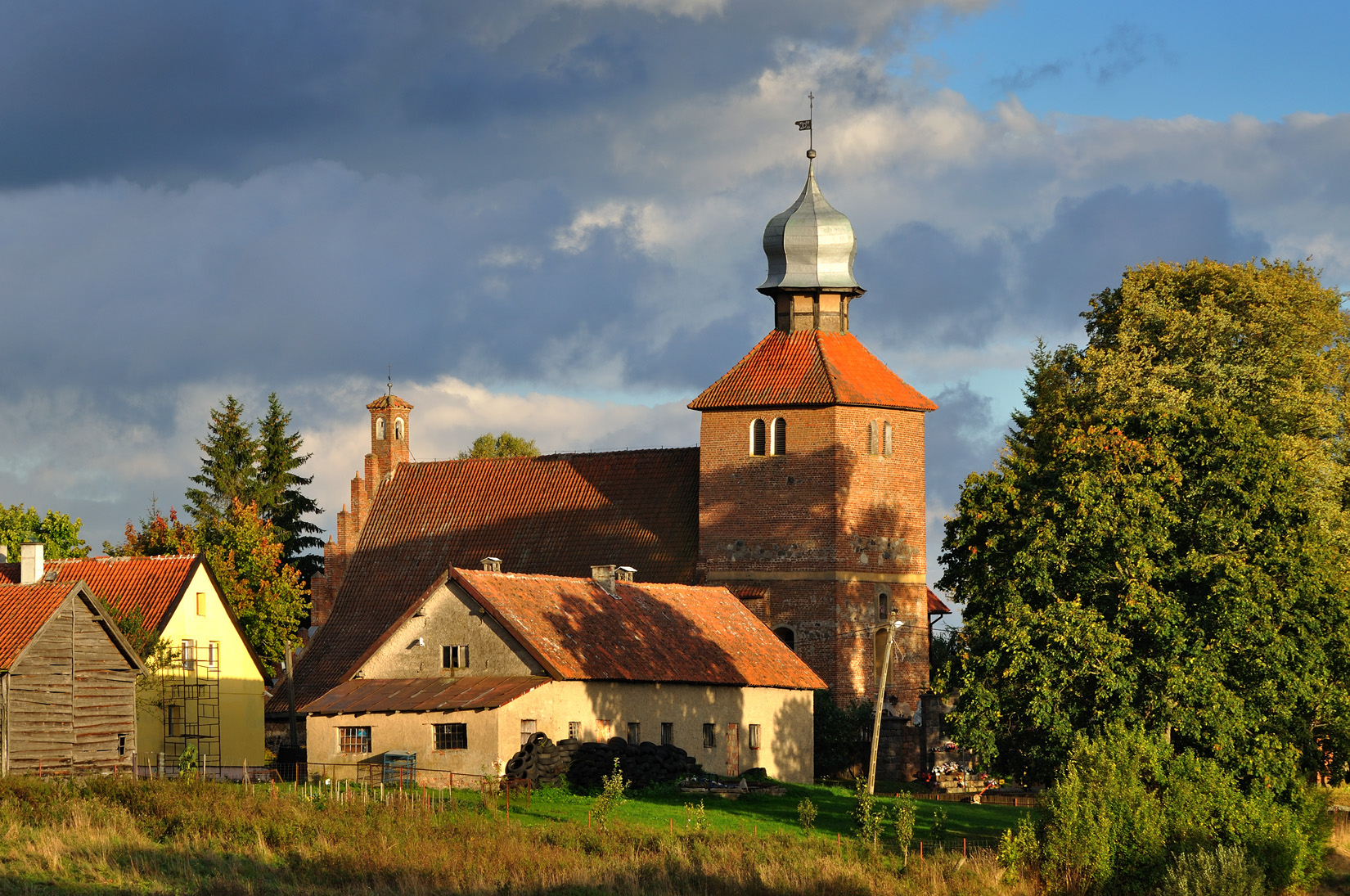
Dorfkirche, bis 1945 Gotteshaus der katholischen Pfarrgemeinde Schönbrück

In Schönbrück wurde Ende des 15. Jahrhunderts die St. Nikolaus- und St. Johannes-Kirche gebaut, die vom ermländischen Bischof Johann Wilde im Jahre 1500 geweiht wurde. In den Jahren 1911 bis 1913 wurde die Kirche unter dem Architekten Fritz Heitmann aus Königsberg (Preußen) umgebaut und erweitert.
Heute ist sie eine Pfarrkirche im Erzbistum Ermland mit der Kirche in Unieszewo als Filialkirche.

## Verkehr
Sząbruk liegt an der Kreisstraße DP 1370N, die Gietrzwałd (Dietrichswalde) an der polnischen Landesstraße 16 (frühere deutsche Reichsstraße 127) mit Tomaszkowo (Thomsdorf) nahe der Schnellstraße 51 verbindet. Eine Anbindung an den Bahnverkehr besteht über die Bahnstation Unieszewo (Schönfelde) an der Bahnstrecke Posen–Toruń–Skandawa (–Tschernjachowsk).

## Persönlichkeit
- August Terletzki (* 1829 in Schönbrück), deutscher Orgelbauer in Elbing in Westpreußen († 1901)